# Піраміда Сехемхета
Піраміда Сехемкета — недобудована ступінчаста піраміда, відкрита в 1952–1954 Гонеймом поблизу піраміди Джосера.
Судячи з кладки збереженої частини, була задумана семиступінчастою з висотою близько 70 м. Квадратна основа її займає площу 18 тис. м2.

## Історія
Піраміда Сехемхета була невідома до 1951 року, поки археолог Закарія Гонейм не помітив квадратну форму в пустелі під час розкопок. Він розкопав частину стіни огорожі, яка була схожа на комплекс Ступінчастої піраміди. Розміри недобудованої стіни складали 520 × 180 метрів, крім того споруда мала багато фальшивих дверей та ніш. Ім'я фараона, що побудував піраміду, до деякого часу було невідомо. Проте, багато єгиптологів були упевнені, що це був один з нащадків Джосера, оскільки споруда розташовувалася близько до його піраміди.
У 1954 році було виявлено будівлю, що є незавершеною ступінчастою пірамідою. Воно складалася лише з нижньої і частково другої східців піраміди. Висота руїн - близько 10 метрів, проте розміри його квадратної основи - по 120 метрів. Мабуть, піраміда будувалася за спланованим проектом. Якби будівництво було доведене до кінця, висота пам'ятника склала б близько 70 метрів, що на 10 метрів вище, ніж у Ступінчастої піраміди.
Під час розкопок, Гонейм знайшов ряд предметів: кістки тварин, папіруси і кам'яні посудини епохи III династії Стародавнього Єгипту. У одній з дерев'яних скриньок, прикрашеною золотом і написом з ім'ям Сехемхета, були виявлені золоті браслети і намиста.
31 травня 1954 року вдалося проникнути за одну із закритих стін, де була виявлена похоронна камера. Усередині кімнати знаходився алебастровий саркофаг, вирізаний з цілісного блоку з вертикальною кришкою. Проте, 26 червня 1954, після великих труднощів по розблокуванню і підйому кришки, саркофаг був відкритий і виявився порожній.
Після самогубства Гонейма 12 січня 1959 дослідження руїн призупинилися. У 1963 році розкопки були знову відновлені Жаном-Філіпом Лауером.

## Галерея

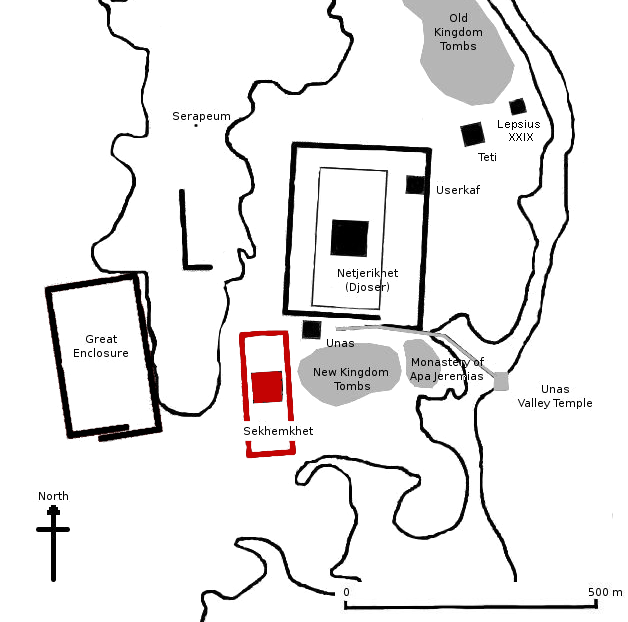
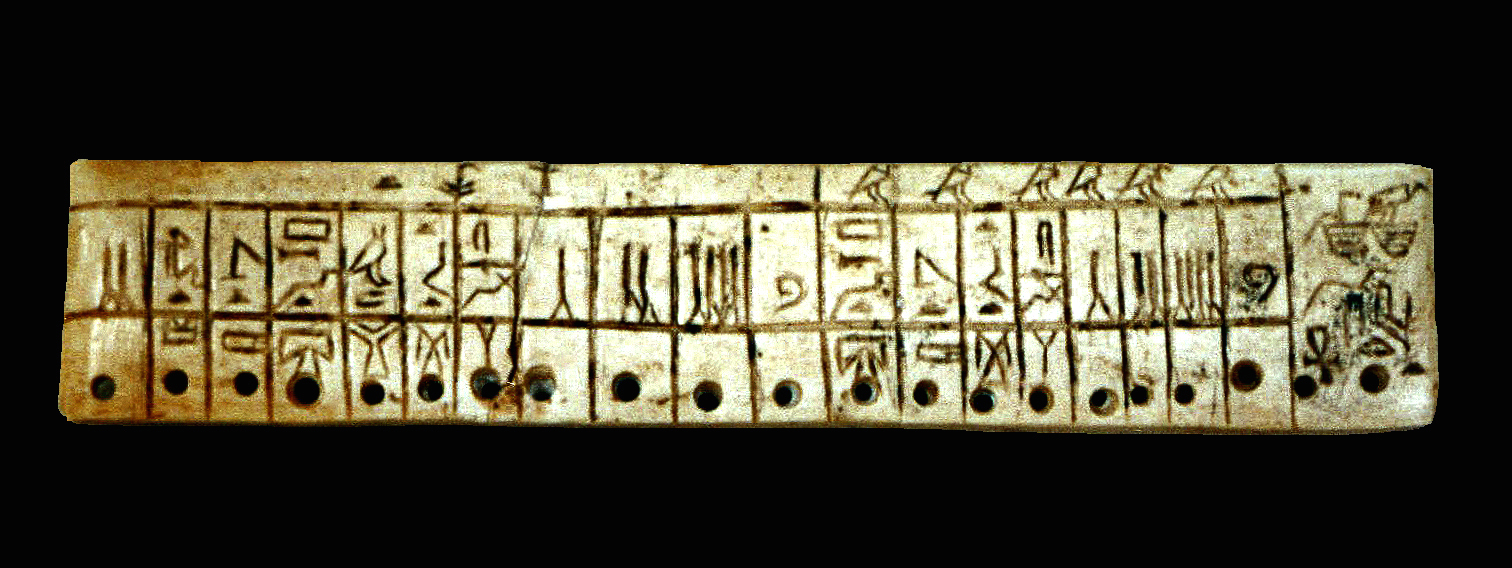
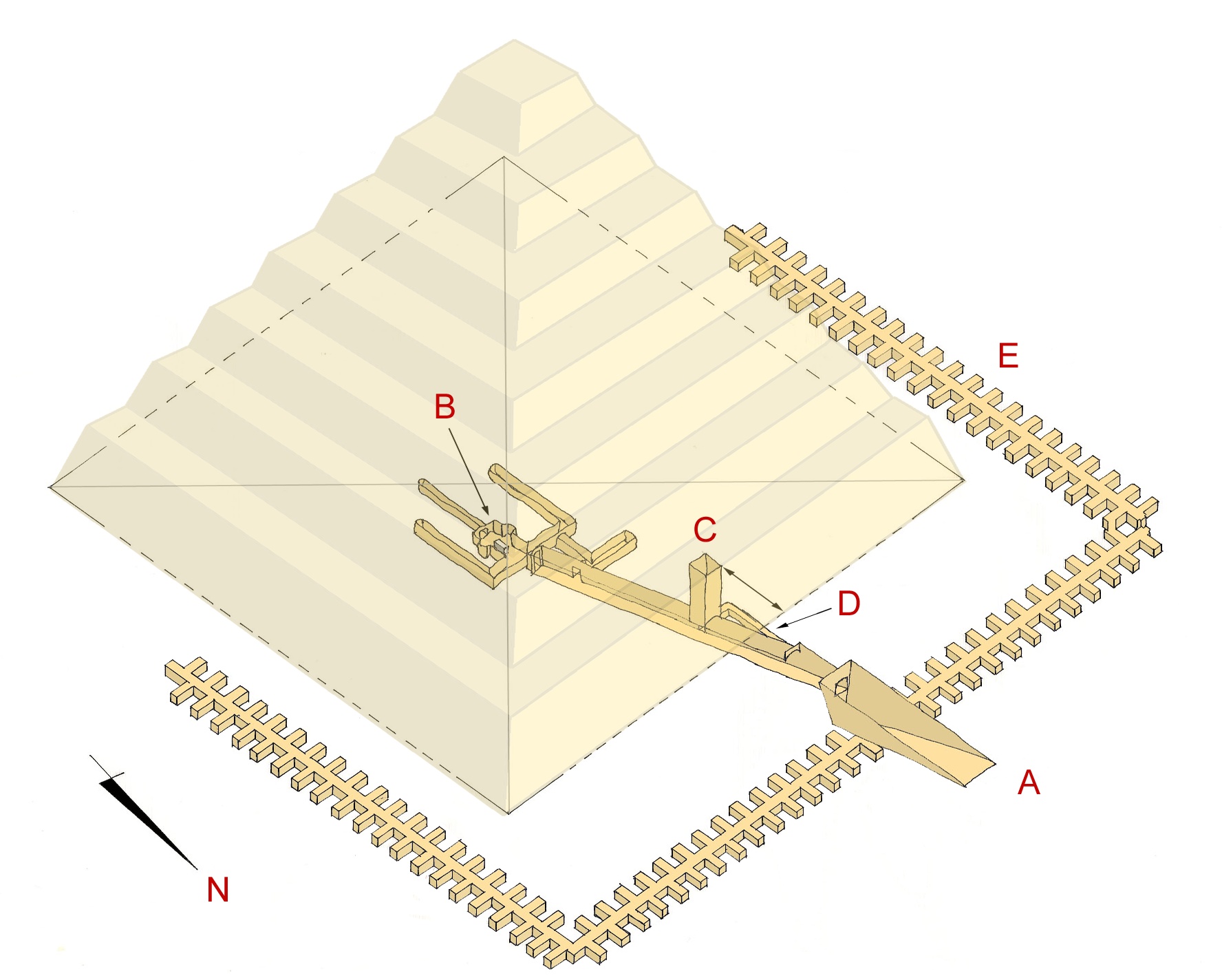
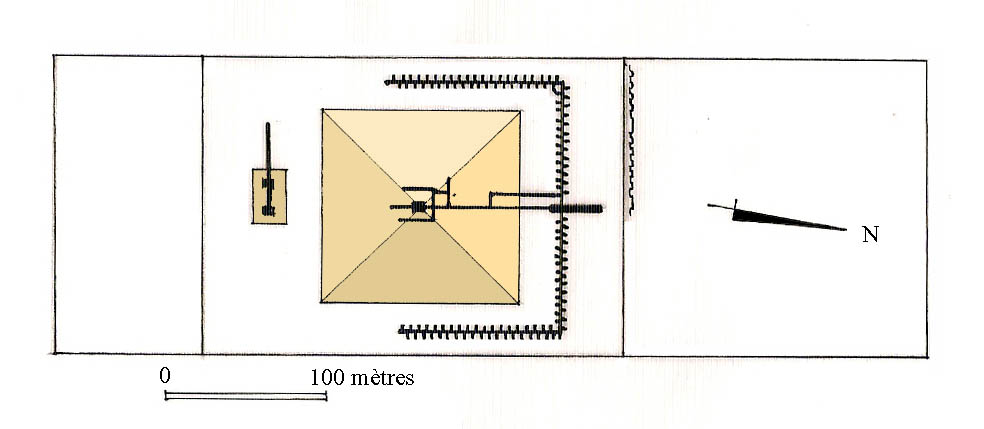